# Bobb McKittrick
Bobb McKittrick (Baker City, Oregon, 1935. december 29. – 2000. március 15.) amerikai amerikaifutball-játékos és -edző, 1979 és 1999 között a San Francisco 49ers támadófaledzője.

## Játékosként
Az Oregoni Állami Egyetemre járt és az Acacia szövetség tagja volt. Az Oregon State Beavers játékosaként részt vett az 1956-os konferenciabajnokságon és az 1957-es Rose Bowlon. Diplomaszerzését követően három évig a tengerészgyalogság tisztjeként szolgált.

## Edzőként
1961 és 1964 között az Oregon State Beaversnél Tommy Prothro vezetőedzősége idején a linebackerek és tight endek edzője volt; a csapat megnyerte az 1962-es Liberty Bowlt és az 1965-ös Rose Bowlt. 1965-ben követte Prothrót a UCLA Bruinshoz, akik megnyerték az 1966-os Rose Bowlt. 1971–1972-ben a Los Angeles Rams, 1974 és 1978 között pedig a San Diego Chargers támadófaledzője volt. 1976-ban egy szezonra támadókoordinátori feladatokat is ellátott.
1979 és 1999 között a San Francisco 49ers támadófaledzője volt. 21 szezonja alatt a csapat öt Super Bowlt (XVI, XIX, XXIII, XXIV, XXIX) és 13 NFC West-bajnokságot nyert. Sikereit az alulbecsült tehetségek képzésével érte el.

## Halála
1999 januárjában kolangiocarcinómával (epevezetékrákkal) diagnosztizálták; 14 hónappal később elhunyt. 2000-ben az Oregon Sports Hall of Fame tagja lett.

## Bob McKittrick-díj
Az 1999-ben Bill Walsh által alapított Bob McKittrick-díjat évente ítélik oda a San Francisco 49ers legjobb támadófal-játékosainak. Walsh szerint ezek a csapattagok „nem kapják meg a nekik járó elismerést. Ez lehetőséget ad nekünk, hogy elismerjük áldozataikat és érdemeiket”.
A csapat öltözőjében McKittrick emléktáblája mellett a díjnyertes sportolók fotója látható.

## Fordítás
- Ez a szócikk részben vagy egészben  a   Bobb McKittrick című angol Wikipédia-szócikk ezen változatának fordításán alapul.  Az eredeti cikk szerkesztőit annak laptörténete sorolja fel. Ez a jelzés csupán a megfogalmazás eredetét és a szerzői jogokat jelzi, nem szolgál a cikkben szereplő információk forrásmegjelöléseként.